# بورده لامشتدت
بورده لامشتدت (به آلمانی: Samtgemeinde Börde Lamstedt) یک منطقهٔ مسکونی در آلمان است که در کوکسهاون واقع شده‌است.